# Гуардамильо
Гуардамильо (итал. Guardamiglio) — коммуна в Италии, располагается в регионе Ломбардия, подчиняется административному центру Лоди.
Население составляет 2628 человек, плотность населения составляет 263 чел./км². Занимает площадь 10 км². Почтовый индекс — 20070. Телефонный код — 0377.
Покровителем коммуны почитается святой Иоанн Креститель, празднование в первое воскресение октября.